# QRF
QRF est un code international qui signifie: « Retournez-vous à … ? » selon le code Q.

## Usage en aéronautique
En aéronautique, ce code est encore parfois utilisé pour désigner par extension un aéronef qui doit retourner au sol à la suite d'un problème.